# Liste des maires de Brampton
Cette liste recense maires de Brampton, Ontario, Canada.

## Liste
1. John Haggert, 1874–février 1877
2. James Golding, 1877–1879
3. William Armstrong McCulla, 1880–1882
4. Matthew M. Elliott, 1883–1884
5. Thomas Milner, 1886–1887 (mort en fonction)
6. Alexander Franklin Campbell, 1887–1888
7. Thomas Holtby, 1889–1890
8. Manton Treadgold, 1891–1892
9. John T. Mullin, 1893–1894
10. Edwin O. Runians, 1895–1896
11. Edward H. Crandell, 1897–1898
12. William Edwin Milner, 1899–1900
13. Thomas Thauburn, 1901–1902
14. Benjamin Franklin Justin, 1903–1905
15. William Edwin Milner, 1906–June 1907
16. C. A. Irvine, maire intérimaire, juin à juillet 1907, et maire en juillet 1907[2]
17. Samuel Charters, août à décembre 1907
18. James Golding, 1908–1909
19. Thomas Thauburn, 1910–1911
20. Samuel Charters, 1911–1912
21. Thomas W. Duggan, 1912–1913
22. Thomas Mara, 1914–1915
23. A. H. Milner, 1916–1917
24. Louis John Carpenter Bull, 1918–1919
25. William J. Beatty, 1920–1921
26. John S. Beck, 1922
27. Henry W. Dawson, 1923–1924
28. Franklin W. Wegenast, 1925–1928
29. George Akehurst, 1929–1930
30. Franklin W. Wegenast, 1930–1931
31. George Akehurst, 1931–1932
32. John S. Beck, 1933–1934
33. Ernest W. McCulloch, 1935–1936
34. Wilfred J. Abell, 1937–1938
35. Robert P. Worthy, 1939–1942
36. William A. Bates, 1943–1944
37. Bartholomew Harper Bull, 1945–1946
38. John Stafford Beck, 1946–1948
39. Harold R. Lawrence, 1949–1951
40. B. Harper Bull, 1952–1954
41. Nance Horwood, 1955–1958 (née Annie Barter)[3]
42. C. Carman Core, 1959–1962
43. Russell E. Prouse] 1963–1966
44. William H. Brydon, 1967–1969
45. James E. Archdekin, 1970–1982
46. Ken Whillans, 1982–septembre 1990, mort en fonction
47. Paul Beisel, 1990–1991, intérim
48. Peter Robertson, 1991–2000
49. Susan Fennell, 2000–2014
50. Linda Jeffrey, 1er décembre 2014 – 1er décembre 2018
51. Patrick Brown, 1er décembre 2018 – en cours